# 자유의 여신상
자유의 여신상(自由의 女神像, 문화어: 자유의 여신상, 영어: Statue of Liberty 스태추 오브 리버티[*], 프랑스어: Statue de la Liberté 스타튀 드 라 리베르테[*])은 미국 뉴욕 리버티섬에 있는 건축물로, 뉴욕을 상징하는 대표적인 건축물이며, 세계를 밝히는 자유(영어: Liberty Enlightening the World 리버티 인라이트닝 더 월드[*], 프랑스어: La liberté éclairant le monde 라 리베르테 에클레랑 르 몽드[*])라는 이름으로, 프랑스가 19세기 말에 미국의 독립 100주년을 축하하기 위해 제작한 동상이다.

## 개요
미국과 프랑스 국민들 간의 친목을 기념하고, 미국의 독립 100주년을 기념하기 위해 프랑스 국민들의 모금 운동으로 증정되었으며, 1886년에 완공되었다. 미국의 자유와 민주주의의 상징이자 19세기 이후 끊이지 않고 세계 각지에서 유입된 이민자에게 환영(welcome)의 상징이 되기도 했다. 1984년에는 유네스코 세계문화유산에 등록되었다.
발코니까지 엘리베이터가 올라가며 거기에서부터 전망대인 머리부분까지는 나선형의 계단이 설치되어 있다. 여신상은 원래 등대였기 때문에 뉴욕 항을 향하고 있다. 횃불은 등대의 역할을 했었지만, 구름에 반사되어 선박 운항에 방해가 된다는 청원으로 등대의 기능은 없어지게 되었다.
또, 시간이 지남에 따라 자유의 여신상에 녹이 스는 등의 문제가 발생하여 자유의 여신상 수리 작업이 국가적 사업으로 추진되는 일도 생겼다. 이때, 공사기간은 최소 1~2년이 걸렸다고 알려졌다.
2001년 9월 11일에 발생한 9·11 테러 사건에 따라, 이 시설물에 대한 안전을 위해 해당 전망대는 폐쇄되어 있었지만, 2009년 7월 4일 독립기념일에 맞추어 약 8년 만에 재개되었다. 재개 후에는 이 전망대에 입장 할 수 있는 인원이 시간당 30명, 하루 240명으로 제한되었으며, 입장은 예약이 필요하게 되었다.
받침대 입구에 있는 현판에는 받침대를 지을 기금을 모으기 위해 에머 래저러스가 지은 《새로운 거상》(The New Colossus, 1883)이라는 시 구절이 새겨져 있다.
| “ | 정복자의 사지(四肢)를 대지에서 대지로 펼치는, 저 그리스의 청동 거인과는 같지 않지만 여기 우리의 바닷물에 씻긴 일몰의 대문 앞에 횃불을 든 강대한 여인이 서 있으니 그 불꽃은 투옥된 번갯불, 그 이름은 추방자의 어머니 횃불 든 그 손은 전 세계로 환영의 빛을 보내며 부드러운 두 눈은 쌍둥이 도시에 의해 태어난, 공중에 다리를 걸친 항구를 향해 명령한다 오랜 대지여, 너의 화려했던 과거를 간직하라! 그리고 조용한 입술로 울부짖는다 너의 지치고 가난한 자유를 숨쉬기를 열망하는 무리들을 너의 풍성한 해안가의 가련한 족속들을 나에게 보내다오 폭풍우에 시달린, 고향없는 자들을 나에게 보내다오 황금의 문 곁에서 나의 램프를 들어올릴 터이니. | ” |

## 유래

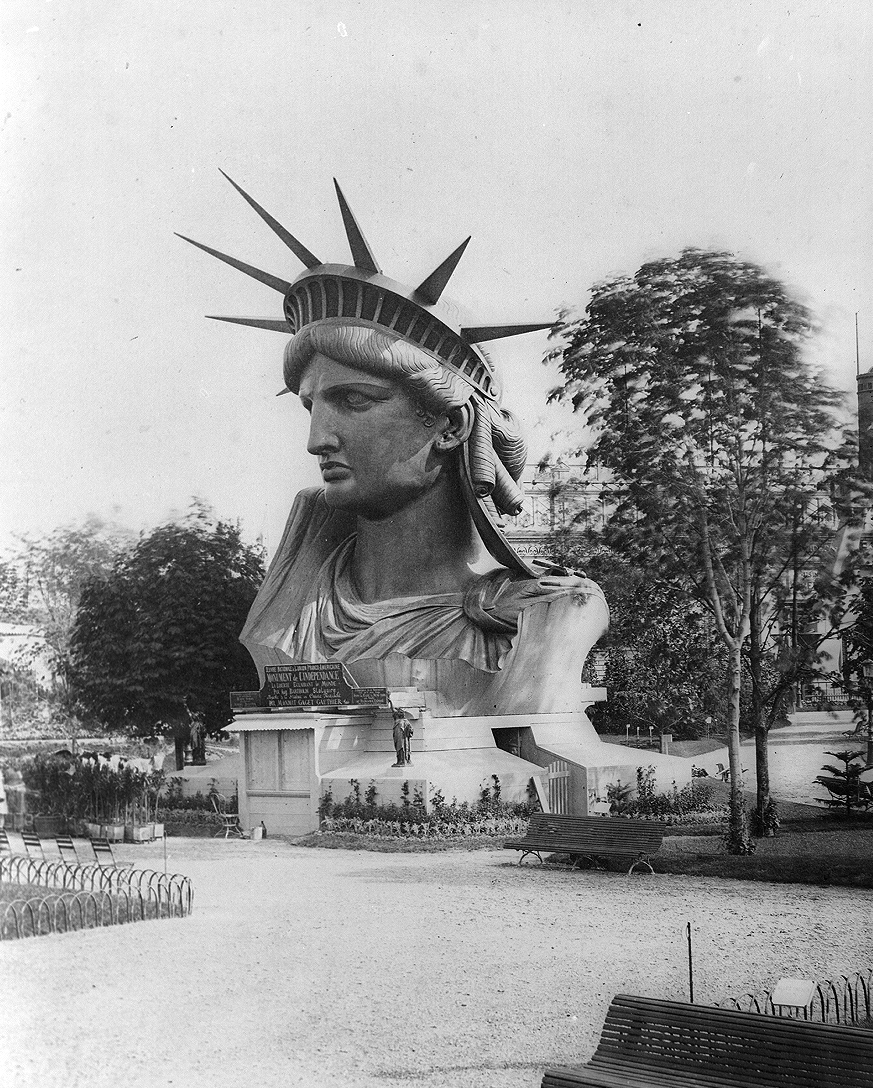
파리만국박람회에서 전시된 두상부

### 설계 및 건설
1865년 프랑스의 역사학자 에두아르 라불라예가 남북전쟁 후에 자유의 여신 리베르타스(Libertas)에 영감을 받은 '자유의 여신상' 건립을 제의했다. 남북전쟁에서 북군(유니언)의 열렬한 지지자이기도 했던 라불레는 베르사유 근처의 집에서 열린 석찬 대화에서 "독립기념물로서 비가 미국에 세워져야 한다면, 나는 공동의 노력, 즉 우리 두 나라의 공동작으로 세워져야 하는 것이 자연스럽다고 생각한다."라고 주장했다. 그러나 미국 국립공원관리청은 2001년 보고서에서 이 전설은 1885년 기금모금 팜플렛까지 거슬러 올라가며, 이 상은 1870년에 만들어질 예정이었다.
디자인은 1874년에 라불레가 프레데리크 오귀스트 바르톨디에게 의뢰하였다. 설계는 에펠탑으로 잘 알려진 귀스타브 에펠도 참여를 했다. 자유의 여신상 본체는 동판을 두들겨서 모양을 내고 외젠 비올레르뒤크와 귀스타브 에펠이 고안한 4개의 대형 철제 구조 위에 조립하여 만들어졌다. 상의 디자인은 외젠 들라크루아의 그림 《민중을 이끄는 자유의 여신》과 바르톨디의 어머니를 모델로 한 것이다. 또한 일부에서는 바르톨디가 프리메이슨이었기 때문에, 프리메이슨이 숭배하는 마녀 메두사라고 하는 설도 존재한다.
모금을 위한 기념상 건조 캠페인으로 복권과 1878년 파리 만국박람회에 완성된 머리상을 전시하고 약 40만 달러의 기부금을 모았다. 높이가 46.1m, 무게가 225t이나 되는 완성작은 1884년 프랑스 파리에서 임시 완성되어 214개의 조각으로 분해하여 프랑스 해군 군용 수송선 이제르 호를 통해 미국으로 수송되었다.

### 받침대
받침대 부분의 건설 자금은 《뉴욕 월드》 지의 사주인 조지프 퓰리처가 기금 모금 캠페인을 실시하여, 미국 국민의 기부로 충당했다. 미국의 건축가 리처드 모리스 헌트가 고안하고 베들로 섬에 있는 우드 성벽 내부에 건립되었던 받침대는 나중에 완성되었다.

### 제막식
받침대에 올려진 자유의 여신상은 1886년 10월 28일 클리블런드 대통령이 참석한 자리에서 제막되었다. 1980년대 중반에는 1986년 7월에 개최된 100주년 기념행사를 위해 미국과 프랑스 양국이 자유의 여신상을 수리 복구했다. 처음에는 조명장치가 되어 있는 횃불이 항해에서 도움이 된다는 생각으로 등대국에서 관리했지만, 우드 성이 육군 작전기지였기 때문에 1901년부터는 여신상의 관리를 육군부에서 맡았다. 1924년 국립기념물로 지정되었으며 1937년 우드성이 해체되면서 섬의 나머지 부분도 기념물에 포함되었다. 1956년 베들로섬은 리버티섬으로 이름이 바뀌었고 1965년에는 한때 미국의 주요 이민단 정착항이었던 인근의 엘리스섬도 이에 포함되어 사적지 전체 면적이 약 0.24km2에 이르게 되었다.

## 특징
자유의 여신상은 조립식 구조물이며, 프랑스가 미국에 이 조각상을 선물하기 전에 완성품 상태로 조립을 했었다. 그러나, 배에 선적하기 위해 해체할 수밖에 없었고, 미국으로 보내진 다음 미국에서 다시 조립하여 완성되었다. 프랑스에는 자유의 여신상을 그대로 축소해 놓은 조각상이 있다. 오른손에는 횃불을 왼손에는 독립선언서를 들고 있다. 구리로 제작되었다. 맨 처음은 구리의 붉은빛을 띠고 있었지만 시간이 지나며 구리가 공기 중에서 산화하는 특성으로 인해 지금의 푸른빛을 띠게 되었다. 1985년 수리과정에서 횃불은 금으로 도금하였다.
미국과 뉴욕의 대표적 상징물로서 각종 영화나 문학 작품에서 많이 언급되곤 한다. 쥘 베른의 과학소설인 《80일간의 세계일주》가 원작이고, 성룡 배우가 출연한 영화 《80일간의 세계일주》에 프랑스가 미국으로 자유의 여신상을 선물하기 위해 배에 해체한 자유의 여신상을 선적한 장면이 나온다. 영화 《타이타닉》에서도 로즈가 자신을 살리고 저체온증으로 사망한 잭의 헌신으로써 로즈로서 살아야겠다는 생각을 함으로써, 정신이 재생하였을 때의 다음 장면이 미국에 닿은 장면이다. 이 장면에서 로즈가 승마, 경비행기 운행 등으로써 씩씩하게 살아가는 땅인 미국을 자유의 여신상이 상징한다. 로즈가 수동적인 여성에서 적극적인 여성으로 삶이 바뀜을 미국을 상징하는 자유의 여신상이 상징하는 것.

## 같이 보기
- 자유의 여신상 (미국 국회의사당)(영어판)
- 자유의 여신상 박물관